# Simon McBurney
Simon Montagu McBurney (ur. 25 sierpnia 1957 w Cambridge) – brytyjski aktor teatralny, telewizyjny i filmowy, scenarzysta i reżyser teatralny, założyciel teatru Complicite.

## Życiorys
W 1980 ukończył studia filologiczne w Peterhouse w ramach University of Cambridge. Kształcił się następnie w zakresie aktorstwa w paryskiej szkole, która prowadził Jacques Lecoq. W 1983 współtworzył grupę teatralną Théâtre de Complicité (przemianowaną później na Complicite), w której został dyrektorem artystycznym i w ramach której reżyserował własne produkcje. Wystawiał również przedstawienia na Broadwayu, uzyskując w 1998 nominację do nagrody Tony dla najlepszego reżysera (za adaptację Krzeseł). W tym samym roku otrzymał Laurence Olivier Award dla najlepszego choreografa teatralnego.
W produkcjach telewizyjnych debiutował epizodycznymi rolami pod koniec lat 80. Zagrał m.in. w Kandydacie, Złotym kompasie, W sieci kłamstw, Robin Hoodzie i Jane Eyre. W 2006 otrzymał jedną z głównych ról w Ostatnim królu Szkocji, w 2008 wcielił się w postać Charlesa Jamesa Foksa w Księżnej, a w 2011 w inną historyczną postać, Johannesa Burcharta, w Rodzinie Borgiów. W 2011 dołączył do obsady filmu Szpieg w roli Olivera Lacona. W 2015 wystąpił w miniserialu Trafny wyborów, a także w kolejnej części cyklu Mission: Impossible. W filmie Harry Potter i Insygnia Śmierci: Część I dubbingował postać Stworka. W 2019 wcielił się w postać Ruperta Murdocha w miniserialu Na cały głos.

## Odznaczenia
- Oficer Orderu Imperium Brytyjskiego (OBE)[4]

## Filmografia
- 1986: Screenplay jako Martin
- 1991: Kafka jako asystent Oscar
- 1993: Being Human jako Hermas
- 1994: A Business Affair jako Sprzedawca
- 1994: Mesmer jako Franz
- 1994: Tom i Viv jako dr Reginald Miller
- 1996: Król Olch jako brygadier
- 1998: Cousin Bette jako Vauvinet
- 1999: Inside-Out jako ankieter
- 1999: Oniegin jako Triquet
- 2000: The Furnace jako Thomas
- 2003: Bright Young Things jako Stephen
- 2004: Kandydat jako Atticus Noyle
- 2006: Ostatni król Szkocji jako Stone
- 2006: Przyjaciele z kasą jako Aaron
- 2007: Złoty kompas jako Fra Pavel
- 2008: Księżna jako Charles Fox
- 2008: W sieci kłamstw jako Garland
- 2010: Robin Hood jako ojciec Tankred
- 2010: Harry Potter i Insygnia Śmierci: Część I jako Stworek (głos)
- 2011: Jane Eyre jako pan Brocklehurst
- 2011: Rodzina Borgiów jako Johannes Burchart
- 2011: Szpieg jako Oliver Lacon
- 2013: Utopia jako Donaldson
- 2014: Magia w blasku księżyca jako Howard Burkan
- 2014: Teoria wszystkiego jako Frank Hawking
- 2015: Mission: Impossible – Rogue Nation jako Atlee
- 2015: Trafny wybór jako Colin Wall
- 2019: Carnival Row jako Runyan Millworthy
- 2019: Na cały głos jako Rupert Murdoch
- 2022: Bielmo jako kapitan Hitchcock[1]